# Ернст Дитрих фон Изенбург-Бюдинген-Бюдинген
Ернст Дитрих фон Изенбург-Бюдинген-Бюдинген (на немски: Ernst Dietrich von Isenburg-Büdingen-Büdingen; * 30 октомври 1717 в Бюдинген; † 26 декември 1758 в Бюдинген) е принц от Изенбург-Бюдинген в Бюдинген.
Той е най-малкият син на граф Ернст Казимир I фон Изенбург-Бюдинген-Бюдинген (1687 – 1749) и съпругата му графиня Кристина Елеанора фон Щолберг-Гедерн (1692 – 1745), дъщеря на граф Лудвиг Кристиан фон Щолберг-Гедерн и втората му съпруга херцогиня Кристина фон Мекленбург-Гюстров.

## Фамилия
Ернст Дитрих се жени на 15 август 1752 г.в Бирщайн за принцеса Доротея Вилхелмина фон Изенбург-Бирщайн (* 23 септември 1723 в Бирщайн, Хесен; † 10 февруари 1777 в Бюдинген), дъщеря на княз Волфганг Ернст I фон Изенбург-Бюдинген (1686 – 1754), син на граф Вилхелм Мориц фон Изенбург-Бирщайн. Те имат децата:
- Христина Ернестина (1755 – 1756)
- Ернст Казимир II (1757 – 1801), граф на Изенбург-Бюдинген-Бюдинген, женен на 25 юли 1779 г. в Бургщайнфурт за графиня Елеонора фон Бентхайм-Щайнфурт (1754 – 1827), дъщеря на граф Карл Паул Ернст фон Бентхайм-Щайнфурт
- Доротея Луиза Каролина (1758 – 1784)